# (6640) Falorni
(6640) Falorni es un asteroide que forma parte del cinturón de asteroides y fue descubierto por el Observatorio Astronómico de San Vittore el 24 de febrero de 1990 desde Bolonia, Italia.

## Designación y nombre
Falorni se designó inicialmente como 1990 DL. Más adelante, en 1996, fue nombrado en memoria de Marco Falorni (1944-1995), astrónomo aficionado italiano, presidente de la Unione Astrofili Italiani, la principal asociación italiana de astrónomos aficionados. Gran observador visual de planetas, principalmente Marte, utilizó en este trabajo el refractor Amici del Observatorio Astrofísico Arcetri de Florencia y el refractor de 0,83 m de Meudon. Falorni también colaboró con el grupo de aficionados del Observatorio San Vittore de Bolonia, examinando y midiendo cientos de fotografías de superficies planetarias tomadas alrededor de 1970 por C. Vacchi, G. Sassi y G. Sette.

## Características orbitales
Falorni está situado a una distancia media de 2,26 ua del Sol, pudiendo alejarse hasta 2,41 ua y acercarse hasta 2,11 ua. Tiene una excentricidad de 0,067 y una inclinación orbital de 5,20 grados. Emplea 1245 días en completar una órbita alrededor del Sol. El movimiento de Falorni, sobre el fondo estelar, es de 0,28 grados por día.

## Características físicas
La magnitud absoluta de Falorni es 13,9.